# Bruji
Bruji (vom Burgenlandkroatischen brujati, auf Deutsch „es brummt, es dröhnt“) ist eine im Burgenland (Österreich) gegründete Musikgruppe, die laut eigener Definition „Krowodn-Rock“ macht. Ihre Lieder sind zu einem Großteil auf Burgenlandkroatisch oft aber auch gemischtsprachig, also Deutsch und Burgenlandkroatisch. Durch ihr Auftreten, ihre Konzerte und Platten trugen und tragen Bruji einen wesentlichen, identitätsstiftenden Beitrag zum Selbstbewusstsein der Burgenlandkroaten bei.

## Geschichte

### Entstehung
Bruji gingen aus der Coverband „The Brew“ (gegründet 1969) in einem relativ fließenden Prozess hervor, welcher sich auch in der Zusammensetzung der Gruppe widerspiegelt.
The Brew wurden 1968 von den drei Borištofci/Warasdorfern Rudi und Poli Berlaković sowie Joža Linzer gegründet. Danach holte die Gruppe sich Joško Vlasich als Gitarristen und Ignac Karall, um an der Orgel zu spielen. Nach dem Ausscheiden von Poli Berlaković kam Berti Šolić zur Band, wobei auch intern Instrumente getauscht wurden. 1975 trat Hansi Palatin an die Stelle des, an schwerer Krankheit, verstorbenen Joža Linzer.
Einen entscheidenden Einfluss auf die Gruppe spielte der Schlager „Marijana“, den sie im Wurlitzer beim „Zidor“, einem der zwei Gasthäuser in Veliki Borištof/Großwarasdorf, fanden. Es inspirierte Bruji dazu auch Lieder aus dem damaligen Jugoslawien in ihr Programm aufzunehmen – was in Österreich einmalig war.
Mit ihrer ersten Single „Rozmarija raste“ (zu deutsch „der Rosmarin wächst“), einer Neuinterpretation eines burgenlandkroatischen Volksliedes, im Jahr 1976 schuf die Gruppe ein Ethno-Pop-Stück. Interessant daran war, dass dies noch deutlich früher geschah, als im damaligen Jugoslawien, wo es später, allen voran von den Bijelo dugme, ebenfalls aufgegriffen wurde.

### Aus „The Brew“ werden „Bruji“
Im Laufe der zweiten Hälfte der 1970er änderte sich die Besetzung der Gruppe (damals noch „The Brew“) abermals. Für Ignac Karall und Hansi Palatin kamen der Unterpullendorfer Toni Perušić und der Oberpullendorfer Josef Sari. Mit diesem Wechsel kamen auch neue Ideen und Ziele – der Krowodn-Rock wurde geboren und, dem neuen Konzept entsprechend, 1980 der neue Name Bruji gewählt.
Der letzte Besetzungswechsel fand ebenfalls in dieser Phase statt, als Rudi Berlaković (seit 2012 Bürgermeister der Gemeinde Großwarasdorf), Bert Šolić und Hansi Palatin die Gruppe verließen und an ihrer Stelle Werner und Rudi Karall, sowie Klaus Bittner gefunden werden konnten.
Die neuen Krowodn-Rock Lieder wurden jetz kritischer und lauter, wie z. B. „Gemma Krowodn schaun“, worin der acht- und respektlose Umgang mit der Minderheit der Burgenlandkroaten besungen wird oder das Lied „Nema Problema“ (dt.: „Es gibt (eh) kein Problem“), das die bewusste Assimilierungspolitik der österreichischen Politik anprangert. Diese Texte und Musik trafen den Nerv des aufkeimenden Selbstbewusstseins und der politisch engagierten, jungen Burgenlandkroaten, die diese Lieder bald zu inoffiziellen Hymnen werden ließen.

### Aktuelle Zusammensetzung
Aktuell setzt sich die Band aus den fünf Mitgliedern Klaus Bittner (Schlagzeug), Werner Karall (Bass), Rudi Karall (elektrische Gitarre), Toni Perušić (Keyboard / Tasten-Akkordeon) und dem Frontman Joško Vlasich (Vokal) zusammen, wobei die Instrumente bei Unplugged-Auftritten auch variieren können. Es kommen dann zum Teil Tamburica-Instrumente zum Einsatz.

### Musikalische Kooperationen
Als prominenteste Gäste auf ihren Alben konnten Toni Stricker und Willi Resetarits gewonnen werden, wobei ersterer die Geige auf dem neu gestalteten und extrem melancholischen Volkslied „Gusla mi se j' potrla“ (auf Deutsch in etwa „Meine Geige ist gebrochen“) spielte, und von Willi Resetarits das Lied „Muž kod puž“ (dt.: „Ein Mann wie eine Schnecke“) mit einspielt wurde.

## Soziales Engagement statt kommerziellem Erfolg
Einen echten kommerziellen Durchbruch konnte die Gruppe nie feiern, obwohl sie es mit der zweisprachigen Singleauskopplung Sviraj brate, Tambure (zu deutsch etwa „Spiel mir auf der Tambure, Bruder!“) in den 1980er Jahren bis in die Ö3 Charts schafften.
Dennoch gelangten Bruji mit ihrer Musik deutlich über den musikalischen Tellerrand des Burgenlandes und der Burgenlandkroaten hinaus. Sie tourten durch Österreich und traten bei zahlreichen Konzerte in ganz Europa (u. a. sogar in der DDR auf dem „Festival des politischen Liedes“) auf. An ihrem (relativen) Bekanntheitsgrad nicht ganz unbeteiligt dürfte auch das, in ihren Wurzeln liegende, soziale Engagement gewesen sein. So spielten Bruji unter anderem 1993 am SOS-Lichtermeer, der größten Demonstration der Zweiten Republik.
Ein Beleg für diese soziale Engagement findet sich in einer Rede Peter Wagners, in welcher er 1995, anlässlich der CD-Präsentation von simo tamo - hin und her, diese besonders betont und hervorgehoben hat. Einen weiteren Beleg kann man in den zwei Gastauftritten auf Benefiz-CDs und Konzerten finden.
Ein weiterer Beleg für das gesellschaftspolitische Engagement der Gruppe sind die Lebensläufe der (ehemaligen) Mitglieder. So ist das Gründungsmitglied Rudi Berlaković seit 2012 Bürgermeister der Gemeinde Großwarasdorf/Veliki Borištof, während Joško Vlasich von 2000 bis 2010 als Abgeordneter im Burgenländischen Landtag saß. Außerdem wurde das Kulturzentrum „KUGA“ (Kulturna Zadruga, auf Deutsch „Kulturelle Vereinigung“) im Dunstkreis der Bruji gegründet und, maßgeblich von Joško Vlasich, auf eine institutionelle Basis gehoben. Die KUGA ist inzwischen ein überregional bekanntes Kulturzentrum in dem sowohl Kabarett, Popmusik und Festivals mit (inter)nationalen Größen (Roland Düringer, Alfred Dorfer, The Dubliners, Russkaja, Momčilo Bajagić Bajaga, Stefan Hantel, Tony Wegas, Hans Söllner, Hans Theessink, Kurt Ostbahn, uvm.) als auch „lokale“ Veranstaltungen und Bälle abgehalten werden, sowie soziale Aktivitäten, die zu einem Gemeinschaftsgefühl beitragen (VHS-Kurse, Sportkurse, Kinderbetreuung in den Sommerferien …).

## Diskografie
In den mehr als 40 Jahren ihres Bestehens haben Bruji bis 2012 sechs LPs/CDs und zwei Singles produziert (in chronologischer Reihenfolge):
- 1977: Rozmarija raste (Single)
- 1980: Gemma Krowodn schaun (LP)
- 1983: Nema Problema (LP)
- 1988: Tambure/Nema Problema (Single)
- 1990: Daham (LP & CD)
- 1995: Simo tamo - Hinundher (CD)
- 1998: Kein Wort Deutsch (CD)
- 2012: Bruji live (CD)

### Gastauftritte
Lieder der Bruji finden sich auch auf zwei weiteren (Benefiz-)CDs, auf denen sie neben Größen der österreichischen Popmusik, wie der EAV, Wolfgang Ambros, Georg Danzer, Kurt Ostbahn, Hubert von Goisern, Hans Theessink, S.T.S., den Zillertaler Schürzenjägern, uva. zu hören sind:
- Lichtermeer, 1993
- Stimmen gegen Hass und Gewalt, 1995